# Earphoria
Earphoria er en liveudgivelse udgivet af Smashing Pumpkins fra 1994.
Earphoria blev oprindeligt kun udgivet som promotion-cd i 1994, og det var således kun vhs-versionen, Vieuphoria, der kunne købes i butikkerne. Da Vieuphoria blev genudgivet som dvd i 2002, blev Earphoria endelig officielt udgivet på cd. Earphoria indeholder de samme sange som Vieuphoria. 

## Skæringsliste
1. Quiet (live)
2. Disarm (live)
3. Cherub Rock (live)
4. Today (live)
5. I Am One (live)
6. Soma (live)
7. Slunk (live)
8. Geek U.S.A. (live)
9. Mayonaise (live)
10. Silverfuck (live)